# Fiat 503
Fiat 503 — легковой автомобиль, выпускавшийся компанией Fiat с 1926 по 1927 год.
Fiat 503 был основан на предшествовавших ему 501 и 502, отличаясь от них увеличенным шасси, более мощным двигателем (27 л. с. при 3000 об/мин, при сохранении такого же объёма, как и в предыдущих моделях), а также имел тормоза на всех четырёх колёсах, инновация для тогдашнего времени. Максимальная скорость — 75 км/час.
Всего был произведён 42 421 автомобиль, в версиях кузова: седан, лимузин и кабриолет.

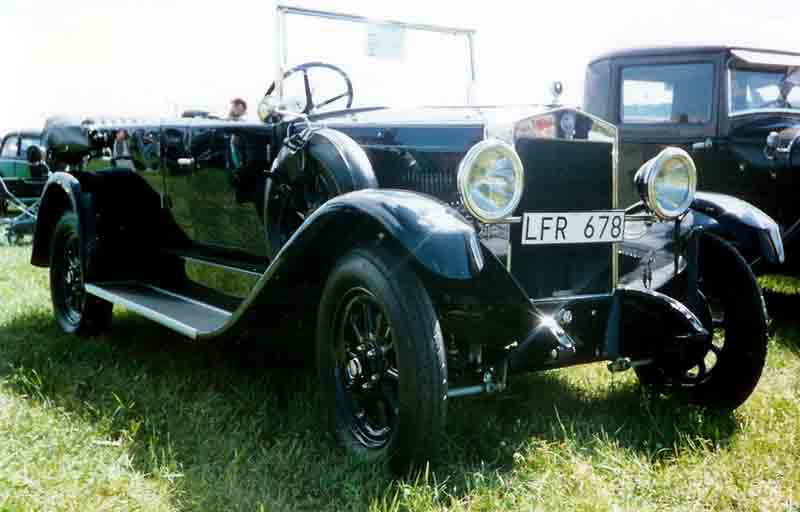
Fiat 503 Torpedo 1927